# Massaker von Talheim

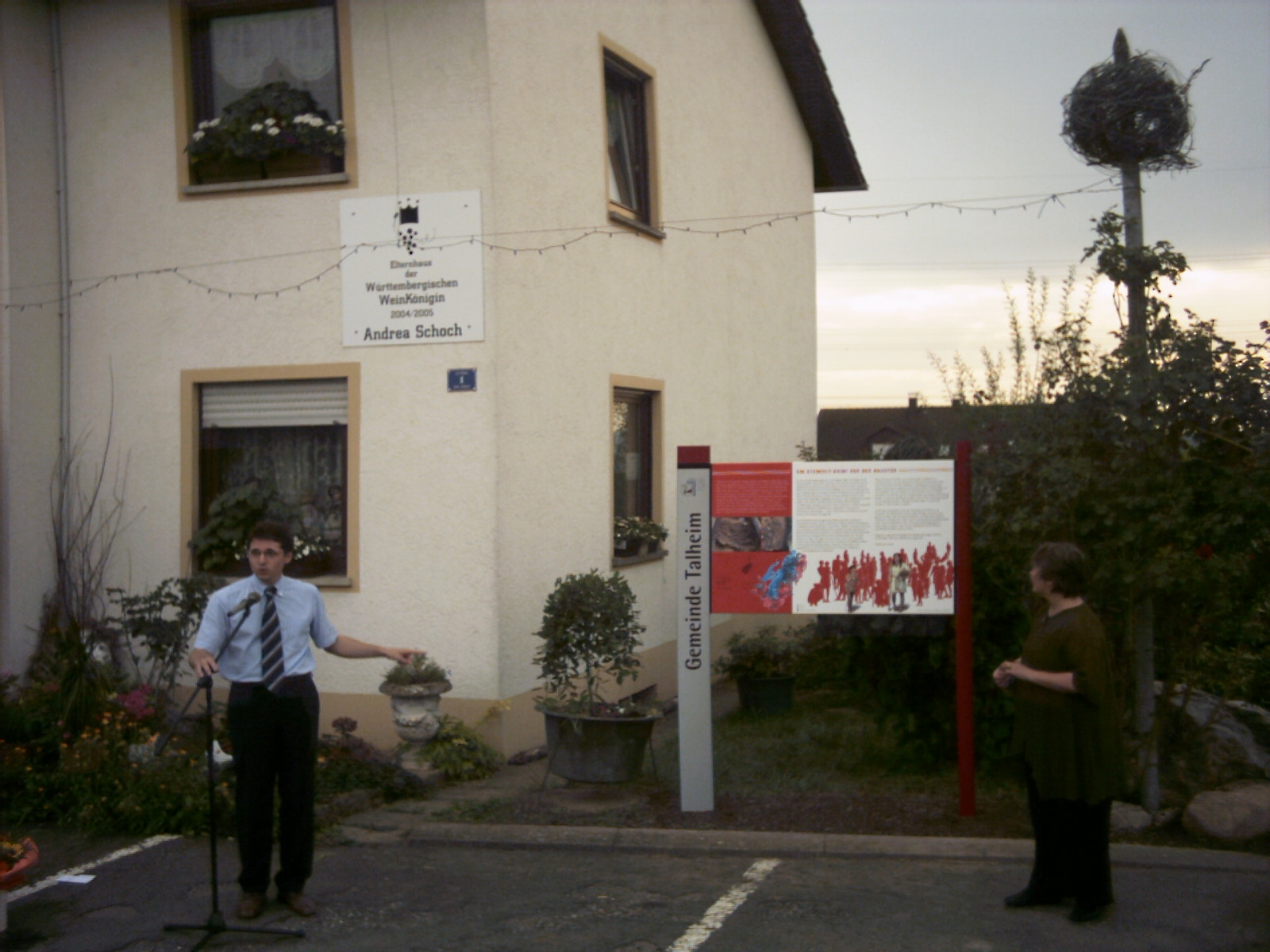
Einweihung der Infotafel am 26. Juli 2008; links Talheims Bürgermeister Rainer Gräßle, rechts die Leiterin einer Ausstellung zum Massaker von Talheim

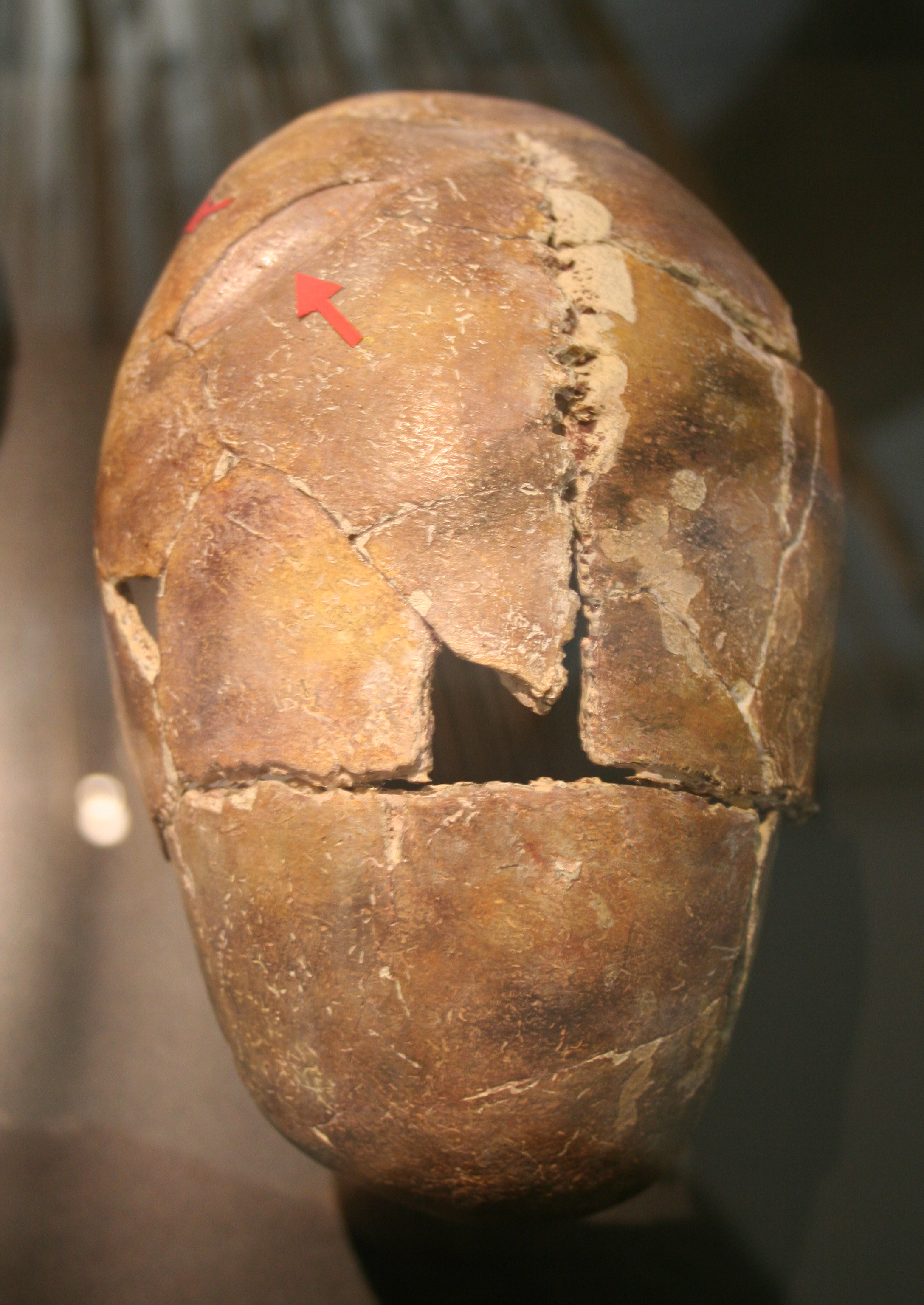
Schädel eines 20 bis 30 Jahre alten Mannes, der im Massaker von Talheim getötet wurde. Landesmuseum Württemberg, Stuttgart

Im jungsteinzeitlichen (linearbandkeramischen) Massaker von Talheim kamen um 5100 v. Chr. auf dem Gebiet des heutigen Ortes Talheim bei Heilbronn (Baden-Württemberg) 34 Menschen gewaltsam zu Tode. Das Vorkommnis wurde durch spektakuläre Skelettfunde im Jahre 1983 bekannt.

## Befund
Im März 1983 stieß der Talheimer Weinbauer Erhard Schoch, als er ein Frühbeet bei seinem Haus im Gewann „Pfädle“ tieferlegen wollte, auf menschliche Knochen und meldete dies den Behörden. In einer drei Quadratmeter großen Grube lagen Skelettteile kreuz und quer übereinander, wahllos übereinander geworfen und in gut 7000 Jahren auf rund zwölf Zentimeter Höhe zusammengepresst. Insgesamt wurden die Überreste von 34 Menschen gefunden, die durch Gewalteinwirkung ums Leben gekommen waren, genauer die Skelette von neun Männern, sieben Frauen und zwei Erwachsenen unbestimmten Geschlechts, alle etwa in der Altersspanne von 20 bis 60 Jahren, sowie von 16 Kindern und Jugendlichen im Alter von zwei bis 20 Jahren. Die meisten Skelette weisen unverheilte Schädeltraumata auf. Charakteristische Bruchstücke aus der Bandkeramischen Kultur weisen darauf hin, dass sich das Geschehen – vergleichbar dem Geschehen beim Massaker von Kilianstädten – in der frühen Jungsteinzeit zutrug.

## Deutung
Impaktfrakturen deuten darauf hin, dass einige Opfer mit Silexklingen erschlagen wurden, die für Hiebwerkzeuge der Linearbandkeramischen Kultur als typisch gelten. Auch Pfeilschüsse sind belegt, die Tat dürfte mithin bei guten Lichtverhältnissen geschehen sein. Die Knochen aus Talheim sind durch 14C-Datierung im Mittel auf ein Alter von rund 5000 Jahren cal BC datiert worden. Die Knochen können folglich der späten Bandkeramik-Zeit zugeordnet werden.
Weil mehrere Schädel Frakturen am Hinterkopf aufwiesen, wegen der Altersstruktur der Gruppe wie auch wegen der nicht-rituellen Bestattung nimmt man an, dass die Täter die Gruppe wohl am Morgen oder aus dem Hinterhalt überfielen und die Opfer anschließend verscharrten. Weil Verletzungen am Hinterkopf überwogen, dürfte es von Seiten der Opfer keine starke Gegenwehr gegeben haben, sie dürften zumeist im Schlaf oder auf der Flucht erschlagen worden sein.
Das Massaker von Talheim wird von Jens Lüning als Beleg sozialer Spannungen gegen Ende der Bandkeramik angeführt.
Mittels Isotopen-Analysen des Zahnschmelzes fand man heraus, dass die Toten zu drei Gruppen gehörten, von denen nur eine vor Ort heimisch war. Daher geht eine weitere Deutung davon aus, dass es sich aufgrund fehlender weiblicher Knochen aus dieser Gruppe der Überfallenen um einen steinzeitlichen Frauenraub gehandelt habe. Forscher um Alexander Bentley von der Universität von Durham und Joachim Wahl vom Landesamt für Denkmalpflege in Konstanz vermuten deshalb, „dass die Frauen bei dem Gemetzel von den Angreifern gezielt verschont und anschließend entführt worden waren. Warum sich allerdings noch weitere Menschen am Tatort aufhielten, ist noch immer unklar. Bei den Frauen, die den beiden anderen Gruppen angehörten, kannten die Angreifer jedenfalls keine Gnade: Sie wurden ebenfalls ermordet.“

## Ausstellung
Das Massaker von Talheim war im Herbst/Winter 2007/2008 Gegenstand der Ausstellung Tatort Talheim im Archäologie-Museum der Städtischen Museen Heilbronn im Deutschhof, wo weiterhin Exponate zum Thema zu sehen sind. Die Wanderausstellung war außerdem vom 16. Februar bis 22. Juni 2008 im Neanderthalmuseum in Mettmann, vom 28. Februar bis 10. Mai 2009 im Archäologischen Landesmuseum Baden-Württemberg in Konstanz und vom 26. April 2011 bis 8. Januar 2012 im Museum der Varusschlacht in Kalkriese zu sehen.
Im Juli 2008 wurde bei der Fundstelle eine Informationstafel als Teil eines historischen Rundwanderwegs der Gemeinde Talheim enthüllt, die die Hintergründe des Fundes und den Fund selbst erläutert.